# Temperatura crítica
Temperatura crítica é a temperatura acima da qual a substância pode existir somente na forma de gás. Acima dessa temperatura, um gás não pode ser liquefeito, por mais que a pressão do sistema seja elevada.
Acima desta temperatura a substância gasosa não pode ser condensada por compressão isotérmica (mantendo a temperatura igual e aumentando a pressão). A temperatura crítica da água é 374,15°C , do álcool etílico é 243,1°C, do dióxido de carbono é 31,04°C e do hélio é -267,9°C. Isso quer dizer que essas substâncias, em sua respectiva temperatura crítica, será somente gás, mesmo que a injeção de pressão (ou devida redução, em outras substâncias) não irá condensar ou liquefazer o gás. 

Tomemos como exemplo a própria água: ao nível do mar, com 1 atm de pressão (pressão atmosférica), à 90 ºC, será líquida. A partir de 100 ºC ela passa para o estado de vapor. Se a temperatura for mantida em 100 ºC mas a pressão se elevar, a água irá se liquefazer. Se nessa nova pressão (maior que 1 atm), a água for aquecida até seu "novo" ponto de ebulição, irá ebulir. Novamente, se devida pressão for adicionada a água irá se liquefazer. No entanto, quando a temperatura da água chegar a 374,15 ºC, não se poderá liquefazê-la, não importa que pressão for aplicada. O gráfico da curva de ponto triplo da água explica isso, com a curva do ponto de ebulição se inclinando limitadamente para a esquerda.